# Toʻti Yusupova
Toʻti Yusupova (* 10. März 1936 in Samarqand; † 15. März 2022) war eine usbekische Schauspielerin.

## Leben
Yusupova studierte am Usbekischen Staatlichen Kunst- und Kulturinstitut. 1957 begann sie ihre Schauspielkarriere mit Auftritten im Hamza-Theater in Taschkent.
Sie war 1991 in der Serie Iskhodnye dannye: smert zu sehen. Im selben Jahr trat sie in dem Film Abdullajon, yoki Steven Spielbergga bagʻishlanadi auf. 1997 spielte sie in Otamdan qolgan dalalar mit. 2002 wurde sie für die Film Der Tanz der Männer gecastet. Außerdem setzte Yusupova 2007 ihre Karriere in Yangi boy fort. Unter anderem bekam sie 2010 eine Rolle in Gulim.
Yusupova erhielt die Auszeichnungen  El-yurt hurmati, Fidokorona xizmatlari uchun und Mehnat shuhrati.

## Filmografie (Auswahl)
Filme
- 1991: „Qora mushuk“ niqobi ostida
- 1991: Abdullajon, yoki Steven Spielbergga bagʻishlanadi
- 1997: Otamdan qolgan dalalar
- 2002: Der Tanz der Männer
- 2007: Yangi boy
- 2010: Gulim
- 2018: Berlin – Akkurgan
- 2020: Panjara

Serien
- 1991: Iskhodnye dannye: smert